# Пташиний послід
Пташиний послід — продукт життєдіяльності птахів, виділяється з клоаки в момент дефекації. Цінне сильнодіюче добриво. Зазвичай як добриво використовується послід курей, качок, голубів та гусок. Максимально ефективним добривом є голубиний послід.

## Склад
| Склад пташиного посліду         | Вміст, % |
| ------------------------------- | -------- |
| Вода                            | 56,6     |
| Органічні речовини              | 25       |
| Азот, N                         | 1,6      |
| Фосфор, (у перерахунку на P2O5) | 1,5      |
| Калій, (у перерахунку на K2O)   | 0,8—1    |
| Кальцій, (у перерахунку на CaO) | 2,4      |

Послід голубів, які поселяються в підприємствах пов'язаних з машинобудуванням потрапляє в механізми і відкриті двигуни. Послід синантропних видів птахів покриває опорні конструкції мостів, веж, будівель, трубопроводів, викликає їхню посилену корозію та руйнування. Також від пташиного посліду страждають історичні пам'ятки

## Захист птахів
Пташиний послід часто становить небезпеку для самих птахів на ЛЕП унаслідок замикання тарільчатих ізоляторів, що обумовлює встановлення протипташиних шипів, ізоляцію ділянок можливого перекриття та встановлення електрорепелентного захисту.

## Застосування
Пташиний послід за своїм поживними якостями перевершує гній, а по швидкості дії не поступається мінеральним добривам.
Пташиний послід швидко втрачає свої цінні речовини, особливо азот. За 1,5—2 місяці зберігання в купах з посліду випаровується більше половини азоту. При швидкому висушуванні або компостуванні втрати азоту можна скоротити. При термічному зневодненні в сушильних установках відбувається знезараження від небажаної мікрофлори (збудників хвороб) і яєць гельмінтів, втрачається схожість насіння бур'янистих рослин. При цьому з 300 кг сирого посліду виходить приблизно 100 кг концентрованого органічного добрива.
Також, поширене компостування пташиного посліду з торфом. Бурти, в яких проводиться компостування, рекомендують робити не менше 4 метрів ширини і 2,5—3 метрів висоти, довжина може бути довільною, але мінімальна маса бурту — 200 тонн. При дотриманні цих вимог через 7-12 днів температура всередині бурту піднімається до 60°С. Через 3-4 тижні роблять перелопачування. Через 1-2 місяці отриманий компост можна використовувати як добриво. Компост можна поліпшити, додаючи в нього фосфорні добрива. Для компостування посліду застосовують не тільки торф, але і інші вологопоглинаючі матеріали. Це може бути солома, подрібнені стебла кукурудзи, тирса, подрібнена деревна кора, лігнін, тверді побутові відходи, подрібнена дернина, а також ґрунт та деякі глини (цеоліти і бентоніти). З землею послід компостують у співвідношенні 1:3 або 1:4.

## Забруднення навколишнього середовища
Відмінною особливістю екологічних правопорушень птахівничих господарств, пов'язаних із забрудненням навколишнього природного середовища, зазвичай є значні обсяги посліду, які щодобово надходять із зон вирощування і утримання птиці. Несанкціоновані звалища і місця зберігання — реальні свідоцтва освіти джерел екологічного неблагополуччя для найближчих поселень, флори і фауни прилеглих територій.
Наслідки цих дій при виробництві м'ясної продукції протягом тривалого часу важко усунути. До того ж, вони скорочують доходи птахофабрик через штрафні санкції, а також через шкідливий вплив забруднення на технологію виробництва основної продукції (яєць або м'яса).
Безсистемне зберігання посліду на багато років виводить з господарського обороту орні землі; зливання рідкого посліду на рельєф ґрунту становить серйозну екологічну небезпеку для прилеглих водойм; використання заглиблених накопичувачів для посліду призводить до утворення «послідних озер» без ознак життя флори і фауни.